# Calycularia crispula
Calycularia crispula är en bladmossart som beskrevs av William Mitten. Calycularia crispula ingår i släktet Calycularia och familjen Calyculariaceae. Inga underarter finns listade i Catalogue of Life.